# Tucheng (köping i Kina, Hebei)
Tucheng (kinesiska: 土城镇, 土城) är en köping i Kina. Den ligger i provinsen Hebei, i den norra delen av landet, omkring 160 kilometer norr om huvudstaden Peking. Antalet invånare är 14 706. Befolkningen består av 7 085 kvinnor och 7 621 män. Barn under 15 år utgör 17,0 %, vuxna 15-64 år 71 %, och äldre över 65 år 11,0 %.
Genomsnittlig årsnederbörd är 653 millimeter. Den regnigaste månaden är juni, med i genomsnitt 171 mm nederbörd, och den torraste är januari, med 3 mm nederbörd.